# Natalja Petrusjovová
Natalja Anatoljevna Petrusjovová (rusky Ната́лья Анато́льевна Петрусёва; * 2. září 1955 Pavlovskij Posad, Moskevská oblast, Ruská SFSR) je bývalá sovětská rychlobruslařka.
Na prvních mezinárodních závodech startovala v roce 1974, v roce 1975 se poprvé zúčastnila Mistrovství světa juniorů, kde skončila na 15. místě. Na následujícím ročníku juniorského světového šampionátu byla čtvrtá. Do velkého závodu nastoupila poprvé až v roce 1979, kdy získala stříbrnou medaili na Mistrovství světa ve víceboji. V dalším roce již tento šampionát vyhrála, startovala také na Zimních olympijských hrách 1980, kde vybojovala zlato na trati 1000 m a bronz na poloviční distanci a v závodech na 1500 a 3000 m dojela na osmém místě. V olympijském mezidobí 1981–1983 si odvezla z mistrovství světa ve víceboji i ve sprintu a z evropských šampionátů celkem osm medailí, z toho čtyři zlaté. V roce 1984 startovala na Mistrovství světa ve víceboji (4. místo) a ve sprintu (9. místo), zúčastnila se i Zimních olympijských her v Sarajevu, kde získala bronzové medaile na tratích 1000 a 1500 m. V olympijském závodě na 500 m byla šestá a na distanci 3000 m dojela jako devátá. Roku 1985 ještě startovala na Mistrovství Evropy (9. místo) a třech závodech v Sovětském svazu, poté ukončila kariéru.